# Psylliodes napi
Psylliodes napi är en skalbaggsart som först beskrevs av Fabricius 1792.  Psylliodes napi ingår i släktet Psylliodes och familjen bladbaggar. Arten är reproducerande i Sverige. Inga underarter finns listade i Catalogue of Life.